# Игвасу (река)
Игвасу (порт. Rio Iguaçu, шп. Río Iguazú) је река у Бразилу и Аргентини. То је важна притока реке Паране. Река Игвасу је дуга 1.320 km, са сливом од 62.000 km2.

## Ток
Игвасу извире у државном парку Сера да Баитака, у обалним планинама Сера до Мар бразилске државе Паране и близу Куритибе. До ушћа реке Сан Антонио у Игвасу, она својим током од 1.205 km тече западно кроз државу Парану, у Бразилу. Низводно, након ушћа реке Сан Антонио, Игвасу формира границу између Бразила и Аргентине. Настављајући ка западу, река се спушта са висоравни, формирајући водопаде. Водопади су део националних паркова у Аргентини и Бразилу. Улива се у реку Парану, на месту где се границе Аргентине, Бразила и Парагваја додирују, у подручју познатом као Тројна граница. 